# Розвідувальний аналіз
Розвідувальний аналіз даних (англ. Exploratory data analysis, EDA) займається попереднім експрес-аналізом даних шляхом їх перетворення та/або представлення у зручному вигляді: графічному, табличному, схем, діаграм і т.д.

## Спостереження за однією змінною

### Пробіт-графік
Будується таким чином:
Нехай {\displaystyle {\mathfrak {F}}} - клас розподілів типу зсув-масштабу, з базовою функцією {\displaystyle F_{0}(\cdot )} . Спочатку по вибірці {\displaystyle \xi :x_{1},\cdot ,x_{n}} ,будується емпірична функція розподілу {\displaystyle F(x)} , а сама пробіт-функція:
{\displaystyle y=F_{0}^{-1}(F(x))}
а) Якщо пробіт-функція майже пряма, то гіпотеза про те, що функція спостерігається на даній величині типу зсув масштабу справедлива.
{\displaystyle H_{0}:F_{\xi }(\cdot )\in {\mathfrak {F}}} ( В протилежному випадку гіпотеза несправедлива)
б) Якщо є кількість точок, що лежать осторонь усіх інших точок графіка, то спостерігаємо аномальне явище у вибірці.
{\displaystyle y=F_{0}^{-1}(F(x))\approx F_{0}^{-1}(F_{\xi }(x))={\frac {x}{b}}-{\frac {a}{b}}}

### Ймовірнісний графік
Ідея та ж сама, тільки зі спотвореною віссю y. Маємо множину {\displaystyle \{x\in \mathbb {R} ,y\in [0,1]\}} , яку розтягують за правилом 
{\displaystyle (x,y)\to (x,F_{0}^{-1}(y))}
Папір (декартова площина), де спотворюється масштаб, називають імовірнісним папером. Якщо за розподіл взяти нормальний розподіл, то такий папір називається нормальним імовірнісним папером.
Будуємо графік функції {\displaystyle y=F_{\xi }(x)} для спостереження величини {\displaystyle \xi }.

Спотворений масштаб - смуга на {\displaystyle y} , від 0 до 1. Розтягується на всю площину. 
Отримуємо набір ймовірностей. Набір для класу розподілів 

### Звисні гістобари
Звисні гістобари - це один з графіків розвідувального аналізу, для перевірки гіпотези відповідності вибірки нормальному розподілу.
Нормальним розподілом найбільш узгодженим з даною вибіркою називається нормальний розподіл параметри (медіана та дисперсія) якого побудовані на базі вибірки.
Щоб побудувати графік висячих гістобар спочатку малюють нормальний розподіл найбільш узгоджений з даною вибіркою, потім проводять процедуру групування. Посередині кожного інтервалу за графік розподілу підвішують прямокутник, довжина якого пропорційна відносній частоті потрапляння значень в інтервал.
Якщо основи цих гістобар несуттєво відхиляється від осі OX, то гіпотеза про нормальність вибірки приймається. Інакше відхиляється.

### Підвішена коренеграма
Для вибірки проводять групування, і для кожного інтервалу обчислюють величину
{\displaystyle {\sqrt {\nu _{e}^{(i)}}}-{\sqrt {\nu _{\tau }^{(i)}}}},
де {\displaystyle \nu _{e}^{(i)}} - емпірична частота попадань в інтервал, а {\displaystyle \nu _{\tau }^{(i)}} - теоретична частота обчислена згідно з узгодженим з вибіркою розподілом.
Нормальним розподілом найбільш узгодженим з даною вибіркою називається нормальний розподіл параметри (медіана та дисперсія) якого побудовані на базі вибірки.

## Випадок спостереження за двома змінними

### Діаграма розсіювання
Всю площину розбивають на пікселі. І в залежності від того скільки значень потрапило всередину даного пікселя, кольору пікселя присвоюють яскравість чи насиченість.

### Таблиця спряженості
Будується для двох випадкових змінних що приймають скінченне число значень. В першому рядку записують можливі значення першої змінної, в першому стовпцю - другої. І на перетині i-того рядка, та j-того стовпця записують скільки разів перша змінна прийняла і-те значення, одночасно з тим, як друга змінна прийняла j-те.